# Mozart e Salieri (opera)
Mozart e Salieri, op. 48 è un'opera in due scene di Nikolaj Andreevič Rimskij-Korsakov. Il libretto segue fedelmente, con alcuni tagli di lieve entità, il testo teatrale di Mozart e Salieri, microdramma facente parte delle Piccole tragedie di Aleksandr Sergeevič Puškin.

## Storia della composizione
Rimskij-Korsakov iniziò a lavorare all'opera all'inizio del 1897 e la completò entro l'estate dello stesso anno. In novembre il compositore poté darne una rappresentazione dimostrativa a casa sua per un ristretto gruppo di spettatori, perché le sue caratteristiche di "opera da camera" lo consentivano. La prima rappresentazione ufficiale ebbe luogo al teatro Solodovnikov di Mosca nel 1898, con Vasilij Škafer nel ruolo di Mozart e Fëdor Šaljapin in quello di Salieri. L'opera è dedicata al compositore russo Aleksandr Dargomyžskij, che aveva musicato Il convitato di pietra delle Piccole tragedie puškiniane. La critica ha sottolineato che con questa dedica Rimskij-Korsakov ha voluto riconoscere i meriti di Dargomyžskij nel creare il genere di "opera da camera", mettendo in musica le Piccole tragedie, scritte come libretti d'opera ideali.

## Trama
L'azione ha luogo a Vienna, alla fine del XVIII secolo. Il soggetto dell'opera è fondato sulla leggenda dell'avvelenamento di Wolfgang Amadeus Mozart da parte dell'invidioso Antonio Salieri.

### Scena prima
Salieri è solo in una stanza. Ragiona su come sia ingiusto il mondo: egli fin dalla fanciullezza si è consacrato alla musica ed ha conseguito il successo dopo il duro lavoro di molti anni. Non ha mai invidiato altri compositori, ma ora prova invidia e sdegno, per il fatto che un così grande talento sia posseduto da un individuo frivolo e superficiale come Mozart, per il quale creare musica non richiede alcuno sforzo. Arriva Mozart, conducendo con sé un violinista cieco, che stava suonando in un'osteria una melodia da Le nozze di Figaro. Il compositore è divertito da come il cieco storpia la sua musica; Salieri, al contrario, è molto indignato. Mozart propone al collega di ascoltare una "bagatella", che ha scritto il giorno prima. Salieri è scosso dalla musica. Decide di uccidere Mozart, e lo invita a cena.

### Scena seconda
I due compositori si incontrano all'osteria. Mozart è malinconico, inquieto, pieno di cattivi presentimenti. Un certo "uomo nero" gli ha commissionato un Requiem, ed il compositore è convinto che lo sta scrivendo per sé stesso. Durante la conversazione Mozart afferma che "il genio e la malvagità sono due cose incompatibili". Salieri trova il modo di versargli il veleno. La conversazione prosegue. Mozart suona a Salieri passi del Requiem, e questi piange. Mozart non si sente bene e se ne va. Salieri resta solo e non trova pace per le parole di Mozart: ha ragione e quindi Salieri non è un genio?